# 禁酒黨
禁酒黨（英語：Prohibition Party，簡稱PRO）是一個美國政黨，在歷史上反對出售或消費酒精飲品而聞名，也是禁酒運動不可缺少的一部分。此政黨是美國現存最古老兼活躍的第三黨。
雖然該黨從未成為美國的主要政黨之一，但曾經是19世紀末和20世紀初第三黨制度中的重要勢力。該黨在1933年廢除禁酒令後大幅衰落。該黨的候選人在2012年美國總統選舉中獲得518票，在2016年美國總統選舉中獲得5,617票。該黨的政綱是自由主義，以支持環境管理、婦女權利和免費教育（環境要點不在該黨的2018年政綱上），但在社會問題上是保守的，例如支持戒酒和擁護反墮胎立場。

## 歷史

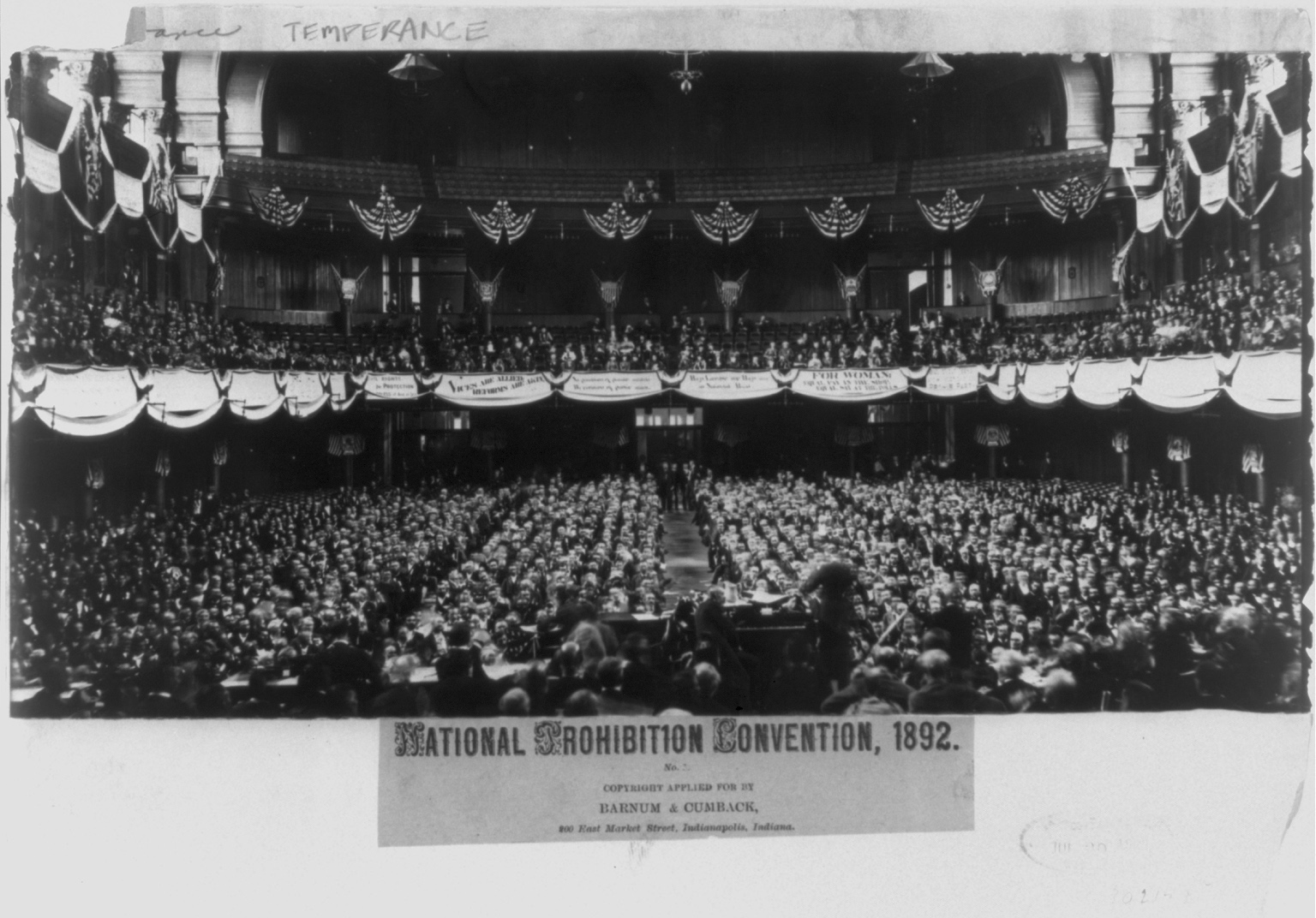
1892年，俄亥俄州辛辛那提的全國禁酒大會

禁酒黨成立於1869年。該黨的第一個全國委員會主席是密芝根州的約翰·羅素。該黨成功地讓各州的社區和許多的縣禁止生產和銷售使醉的飲品。
與此同時，其意識形態擴大到包括進步主義的各個方面。該黨為1910年代的第三黨討論做出了貢獻，並將查爾斯·海勒姆·藍道爾派到第64屆、第65屆和第66屆國會去擔任加利福尼亞州第九國會選區的代表。佛羅里達州的民主黨員西德尼·約翰斯頓·卡茨在輸掉民主黨初選後，於1916年利用禁酒令贏得佛羅里達州州長選舉；他仍然是民主黨員。
禁酒黨最自豪的時刻是在1919年，美國憲法的第18修正案通過，禁止生產、銷售、運輸、進口和出口酒精。在美國，非法酒精的時代被稱為「禁酒令」。
在禁酒時代，禁酒黨要求更嚴格地執行禁酒法令。例如在1928年的大選期間，該黨考慮支持共和黨員赫伯特·胡佛而不是自己的候選人。然而，通過4分之3投票，禁酒黨的全國執行委員會投票決定提名自己的候選人威廉·F·沃爾尼。他們這樣做是因為他們認為胡佛對禁酒令的立場不夠嚴格。在胡佛當選總統後，禁酒黨對他變得更加挑剔。到1932年大選時，黨主席David Leigh Colvin怒斥說：「共和黨員弄濕政綱（即支持廢除禁酒令）意味著胡佛先生是自班奈狄克·阿諾德以來最引人注意的變節者。」胡佛在選舉中輸了，但無論如何，在羅斯福執政期間的第21條修正案下，全國禁酒令於1933年被廢除。

## 外部連結
- 官方网站
- Prohibition Partisan Historical Society （页面存档备份，存于） (Official Website)
- Prohibition Party （页面存档备份，存于） on Facebook
- 禁酒黨的X（前Twitter）
- Partisan prophets; a history of the Prohibition Party, 1854–1972, Roger C. Storms